# Autobahndreieck Nossen
Das Autobahndreieck Nossen (Abkürzung: AD Nossen; Kurzform: Dreieck Nossen) ist ein Autobahndreieck in Sachsen. Es verbindet die Bundesautobahn 4 (Aachen – Eisenach – Görlitz; Europastraße 40) mit der Bundesautobahn 14 (Wismar – Magdeburg – Dresden).

## Geographie

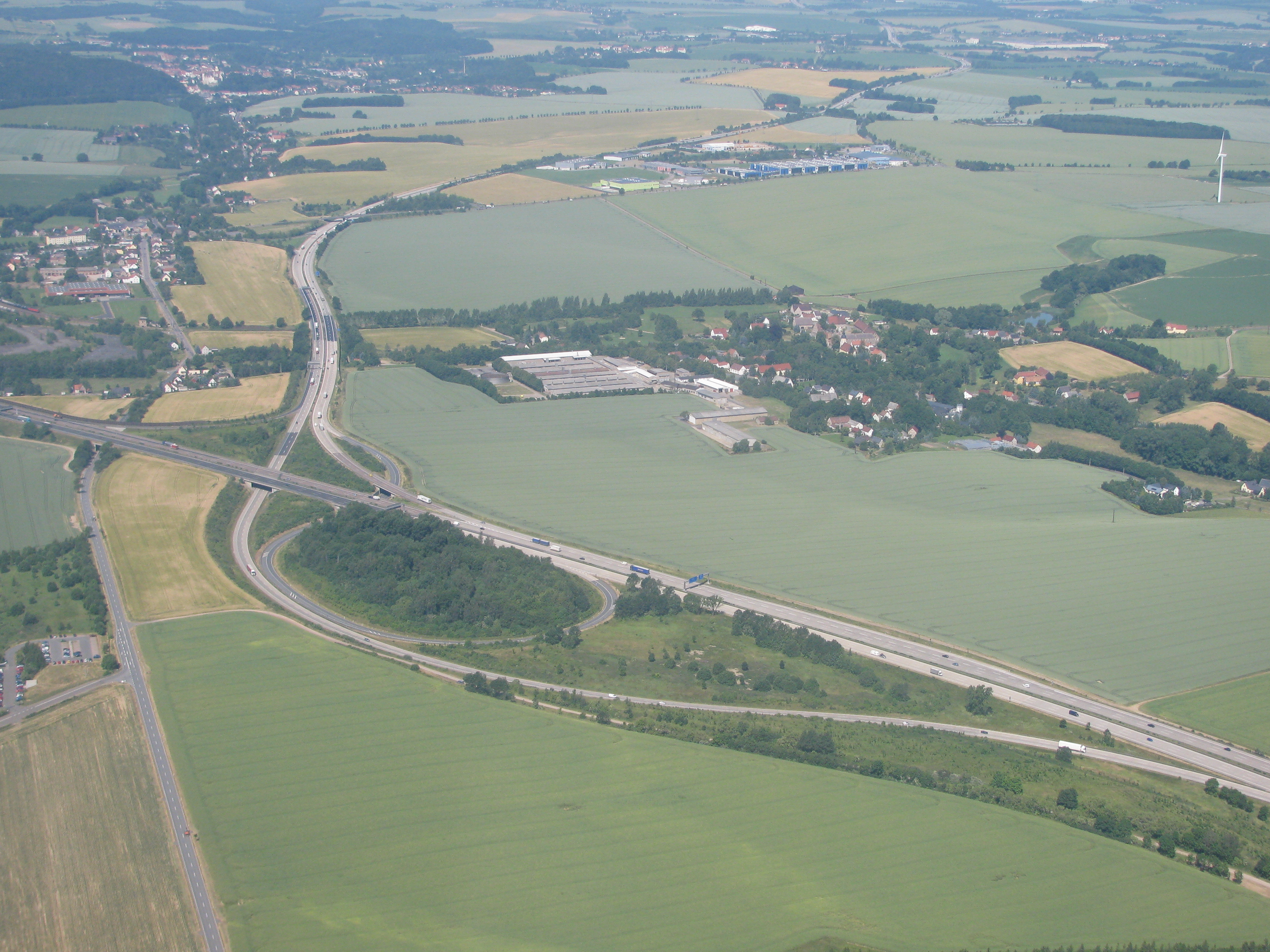
Autobahndreieck Nossen aus der Vogelperspektive

Das Dreieck liegt im Landkreis Meißen östlich der namensgebenden Stadt Nossen, etwa 75 km südöstlich von Leipzig, etwa 40 km nordöstlich von Chemnitz und etwa 25 km westlich von Dresden im Zentrum des Dreiecks zwischen den drei sächsischen Großstädten. Die nächstgelegenen Orte sind Deutschenbora, Eula und Mergenthal (zu Nossen), Rothschönberg und Tanneberg (zu Klipphausen) und Hirschfeld (zu Reinsberg).
Nordwestlich des Dreiecks verläuft die Bahnstrecke Borsdorf–Coswig.
Das Autobahndreieck Nossen trägt auf der A 4 die Anschlussstellennummer 76, auf der A 14 die Nummer 38.

## Geschichte
Der Abzweig Nossen wurde 1971 mit der Fertigstellung der Autobahn nach Leipzig in der Bauform der klassischen linksgeführten Trompete eröffnet. Sowohl die heutige A 4 als auch die A 14 waren vierstreifig. Nach der Wiedervereinigung bekam das Bauwerk die deutschlandweit einheitliche Bezeichnung Autobahndreieck.
Ende der 1990er Jahre wurde das Autobahndreieck Nossen im Zusammenhang mit dem sechsstreifigen Ausbau der A 4 und der Trassenverlegung Triebischtäler umgebaut: aufgrund der höheren Verkehrsbedeutung der Relation Dresden–Leipzig wurde diese nicht wie bei der Trompete üblich mit einem Beschleunigungsstreifen an die Richtungsfahrbahn Leipzig der A 14 angebunden. Die Richtungsfahrbahn Leipzig beginnt stattdessen zweistreifig direkt an der A 4 und die indirekt geführte Rampe Chemnitz–Leipzig bindet mit einem Beschleunigungsstreifen an. Dazu wird diese mit zwei separaten Brückenbauwerken unter der A-4-Hauptfahrbahn und der A-14-Richtungsfahrbahn Leipzig hindurchgeführt. Zudem wurde der Radius der direkt geführten Rampe Leipzig–Chemnitz vergrößert, wodurch diese eine zusätzliches Brückenbauwerk über die südlich des Dreiecks liegende Staatsstraße 36 benötigt.

## Ausbauzustand
Gegenwärtig ist die A 4 im Bereich des Dreiecks sechs- und die A 14 vierstreifig. Die Verbindungen für die Relationen zwischen Leipzig und Dresden sind jeweils zweistreifig, die zwischen Leipzig und Chemnitz einstreifig.

## Verkehrsaufkommen
Das Dreieck wird täglich von rund 93.000 Fahrzeugen befahren.
| Von                  | Nach               | Durchschnittliche tägliche Verkehrsstärke | Anteil Schwerlastverkehr |
| -------------------- | ------------------ | ----------------------------------------- | ------------------------ |
| AS Siebenlehn (A 4)  | AD Nossen          | 57.600                                    | 16,8 %                   |
| AD Nossen            | AS Wilsdruff (A 4) | 89.000                                    | 19,2 %                   |
| AS Nossen-Ost (A 14) | AD Nossen          | 39.100                                    | 21,8 %                   |